# Patellapis trachyna
Patellapis trachyna är en biart som först beskrevs av Pesenko och Wu 1997.  Patellapis trachyna ingår i släktet Patellapis och familjen vägbin. Inga underarter finns listade i Catalogue of Life.